# Pelourinho (Batalha)
O Pelourinho da Batalha é um monumento situado na freguesia da Batalha, no município da Batalha, em Portugal.

## Descrição
Este pelourinho e cruzeiro, em calcário, tendo sido inaugurado a 19 de Março de 2000, não passa de um exemplar patrimonial revivalista do antigo, manuelino, destruído na segunda metade do século XIX. Situa-se a norte da Igreja Matriz da Batalha.
A coluna é suportada por uma estrutura de secção circular e outra oitavada, posta em cima de um pódio de quatro degraus, também eles octogonais, e um circular. O fuste subdivide-se, através de um nó central acordoado, em duas partes torsas estriadas em sentidos opostos, sendo metade das estrias decoradas por pequenas esferas. O capitel contém o brasão da vila da Batalha com a imagem de Santa Maria da Vitória, e é rematado por uma coroa com trevos de três folhas nas pontas e no meio uma esfera onde assenta uma cruz da Ordem de Cristo em ferro.